# Prieuré de Folkestone

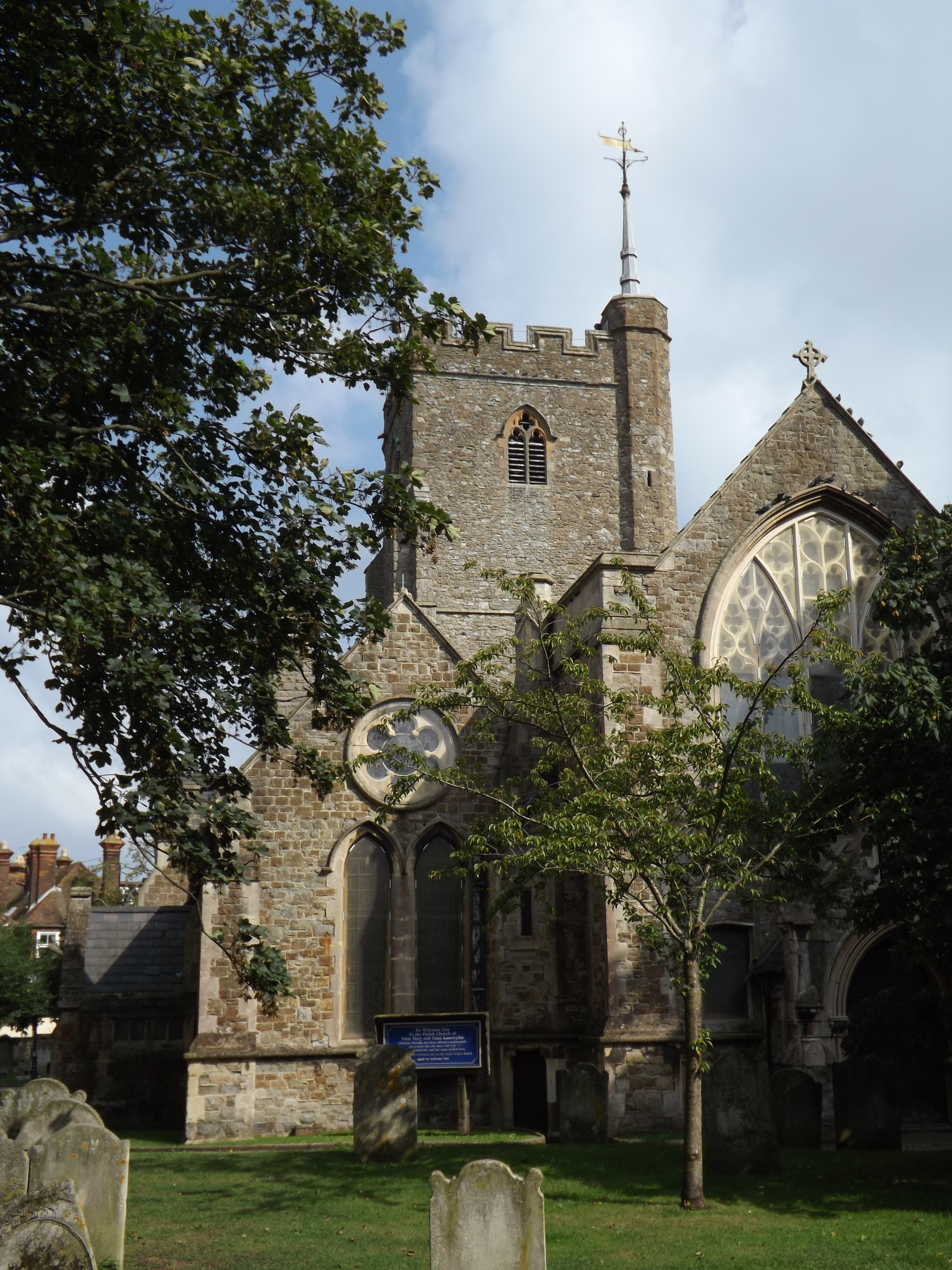
L'église paroissiale de Folkestone, dédiée à sainte Marie et sainte Eanswith.

Le prieuré de Folkestone (Folkestone Priory) est un ancien prieuré bénédictin d'Angleterre situé à Folkestone, dans le Kent.

## Histoire
La première abbaye est fondée au début du VIIe siècle par la princesse Eanswith, fille du roi Eadbald de Kent. Dédié à saint Pierre, cet établissement pour femmes est détruit par les Vikings.
Une seconde abbaye, pour hommes celle-ci, est fondée en 1095. Elle est déplacée en 1137, car la mer attaque la falaise du site original. Cette abbaye disparaît le 15 novembre 1535, dans le cadre de la dissolution des monastères, mais l'église du prieuré reste employée comme église paroissiale.